# Doña Pura y Doña Pera, vecinas de la escalera
Doña Pura y Doña Pera, vecinas de la escalera est une série espagnole de bandes dessinées illustrée par Francisco Ibáñez, publiée en 1964 au magazine Tío Vivo qui raconte les aventures cocasses de deux voisines d'immeuble.

## Caractéristiques
La série met en scène Doña Pura, une vieille dame généreuse et au grand cœur qui, par inadvertance, cause des problèmes à sa voisine Doña Pera, une femme commère, égoïste et colérique. Doña Pura et Doña Pera ont respectivement un perroquet et un chat comme animaux de compagnie, qui sont constamment à la gorge l'un de l'autre, ces animaux servant de blagues de fond. Cette série est l'une des plus costumières de Francisco Ibáñez, car elle se concentre sur la vie quotidienne de ces deux femmes. C'est aussi la seule série de l'auteur mettant en scène des femmes. Les quatre bandes dessinées ne font qu'une page.

## Édition
Les quatre bandes dessinées existantes de ces personnages sont publiées en 1964 dans la revue Tío Vivo et ne réapparaissent qu'en 1992 dans la bande dessinée Mortadelo y Filemón El 35 aniversario. Francisco Ibáñez déclare que de toutes ses séries éphémères, c'est l'une de celles qu'il aurait le plus aimé poursuivre.

## Influences
L'apparence de Doña Pura rappelle un personnage d'une bande dessinée de la série Valentin Acero du dessinateur belge Peyo, Madame Adolphine, datant de 1963.